# Moldavien i olympiska sommarspelen 2008
Moldavien i olympiska sommarspelen 2008 bestod av idrottare som blivit uttagna av Moldaviens olympiska kommitté.

## Boxning
- Huvudartikel: Boxning vid olympiska sommarspelen 2008

| Tävlande        | Viktklass  | Sextondelsfinal        | Åttondelsfinal           | Kvartsfinal          | Semifinal            | Final                |
| Tävlande        | Viktklass  | Motståndare Resultat   | Motståndare Resultat     | Motståndare Resultat | Motståndare Resultat | Motståndare Resultat |
| --------------- | ---------- | ---------------------- | ------------------------ | -------------------- | -------------------- | -------------------- |
| Veaceslav Gojan | Bantamvikt | Chatsyhaü (BLR) W +1-1 | Yu (CHN) W 13-6          | Kumar (IND) W 10-3   | Uugan (MGL) L 15-2   | Gick inte vidare     |
| Vitalie Grușac  | Weltervikt | O'Mahony (AUS) W 7-2   | Särsekbajev (KAZ) L RSCI | Gick inte vidare     | Gick inte vidare     | Gick inte vidare     |

## Brottning
- Huvudartikel: Brottning vid olympiska sommarspelen 2008

| Tävlande        | Gren              | Kvalifikation                     | 1/8 Final                                 | Kvartsfinal                        | Semifinal            | Återkval 1           | Återkval 2           | Final                |
| Tävlande        | Gren              | Motståndare Resultat              | Motståndare Resultat                      | Motståndare Resultat               | Motståndare Resultat | Motståndare Resultat | Motståndare Resultat | Motståndare Resultat |
| --------------- | ----------------- | --------------------------------- | ----------------------------------------- | ---------------------------------- | -------------------- | -------------------- | -------------------- | -------------------- |
| Nicolae Ceban   | Fristil, tungvikt | Gergely Kiss (HUN) L 3 - 5, 0 - 5 | Gick inte vidare                          | Gick inte vidare                   | Gick inte vidare     | Gick inte vidare     | Gick inte vidare     | Gick inte vidare     |
| Ludmila Cristea | Fristil, lättvikt |                                   | Marcia Andrade (VEN) W 0 - 1, 3 - 3, 3- 3 | Saori Yoshida (JPN) L 1 - 2, 0 - 4 | Gick inte vidare     | Gick inte vidare     | Gick inte vidare     | Gick inte vidare     |

## Cykling
- Huvudartikel: Cykling vid olympiska sommarspelen 2008

### Landsväg
Herrar
| Cyklist             | Gren      | Tid              | Placering |
| ------------------- | --------- | ---------------- | --------- |
| Aleksandr Pliuschin | Linjelopp | 6:39:42 (+15:53) | 76        |

### Bana
Förföljelse
| Cyklist             | Gren        | Kvalifikation | Kvalifikation | 1:a omgången     | 1:a omgången     | Final            | Final            |
| Cyklist             | Gren        | Tid           | Placering     | Motståndare Tid  | Placering        | Motståndare Tid  | Placering        |
| ------------------- | ----------- | ------------- | ------------- | ---------------- | ---------------- | ---------------- | ---------------- |
| Aleksandr Pliuschin | Förföljelse | 4:35.438      | 17            | Gick inte vidare | Gick inte vidare | Gick inte vidare | Gick inte vidare |

## Friidrott
- Huvudartikel: Friidrott vid olympiska sommarspelen 2008

Förkortningar
- Noteringar – Placeringarna avser endast löparens eget heat
- Q = Kvalificerad till nästa omgång
- q = Kvalificerade sig till nästa omgång som den snabbaste idrottaren eller, i fältgrenarna, via placering utan att uppnå kvalgränsen.
- NR = Nationellt rekord
- N/A = Omgången ingick inte i grenen
- Bye = Idrottaren behövde inte delta i denna omgång

Herrar
Bana och landsväg
| Idrottare          | Gren           | Heat     | Heat      | Final    | Final     |
| Idrottare          | Gren           | Resultat | Placering | Resultat | Placering |
| ------------------ | -------------- | -------- | --------- | -------- | --------- |
| Fedosei Ciumacenco | 20 km gång     | i.u.     | i.u.      | 1:31:37  | 47        |
| Ion Luchianov      | 3 000 m hinder | 8:18.97  | 7 q       | 8:27.82  | 12        |
| Iaroslav Musinschi | Maraton        | i.u.     | i.u.      | 2:21:18  | 41        |

Fältgrenar
| Idrottare         | Gren           | Kval    | Kval      | Final            | Final            |
| Idrottare         | Gren           | Distans | Placering | Distans          | Placering        |
| ----------------- | -------------- | ------- | --------- | ---------------- | ---------------- |
| Ivan Emilianov    | Kulstötning    | 18.64   | 35        | Gick inte vidare | Gick inte vidare |
| Vadim Hranovschi  | Diskuskastning | 56.19   | 26        | Gick inte vidare | Gick inte vidare |
| Vladimir Letnicov | Tresteg        | 16.62   | 24        | Gick inte vidare | Gick inte vidare |
| Roman Rozna       | Släggkastning  | 71.33   | 33        | Gick inte vidare | Gick inte vidare |

Kombinerade grenar – Tiokamp
| Idrottare        | Gren     | 100 m | LJ   | SP    | HJ  | 400 m | 110H | DT | PV | JT | 1500 m | Final | Placering |
| ---------------- | -------- | ----- | ---- | ----- | --- | ----- | ---- | -- | -- | -- | ------ | ----- | --------- |
| Victor Covalenco | Resultat | 11.87 | 6.50 | 13.44 | DNF | DNS   | –    | –  | –  | –  | –      | DNF   | DNF       |
| Victor Covalenco | Poäng    | 677   | 697  | 694   | 0   | 0     | –    | –  | –  | –  | –      | DNF   | DNF       |

Damer
Bana & landsväg
| Idrottare        | Gren           | Heat     | Heat      | Semifinal | Semifinal | Final            | Final            |
| Idrottare        | Gren           | Resultat | Placering | Resultat  | Placering | Resultat         | Placering        |
| ---------------- | -------------- | -------- | --------- | --------- | --------- | ---------------- | ---------------- |
| Olga Cristea     | 800 m          | 2:00.59  | 4 q       | 2:00.12   | 6         | Gick inte vidare | Gick inte vidare |
| Valentina Delion | Maraton        | i.u.     | i.u.      | i.u.      | i.u.      | DNF              | DNF              |
| Oxana Juravel    | 3 000 m hinder | 10:04.38 | 13        | i.u.      | i.u.      | Gick inte vidare | Gick inte vidare |

Fältgrenar
| Idrottare        | Gren          | Kval  | Kval      | Final            | Final            |
| Idrottare        | Gren          | Längd | Placering | Längd            | Placering        |
| ---------------- | ------------- | ----- | --------- | ---------------- | ---------------- |
| Inna Gliznuţa    | Höjdhopp      | 1.80  | =29       | Gick inte vidare | Gick inte vidare |
| Marina Marghieva | Släggkastning | 62.12 | 43        | Gick inte vidare | Gick inte vidare |
| Zalina Marghieva | Släggkastning | 64.20 | 37        | Gick inte vidare | Gick inte vidare |

## Judo
- Huvudartikel: Judo vid olympiska sommarspelen 2008

| Tävlande    | Viktklass               | Sextondelsfinal    | Åttondelsfinal                    | Kvartsfinal        | Semifinal          | Återkval 1         | Återkval kvartsfinal | Återkval Semifinal | Final              | Ranking         |
| Tävlande    | Viktklass               | Motståndare Result | Motståndare Result                | Motståndare Result | Motståndare Result | Motståndare Result | Motståndare Result   | Motståndare Result | Motståndare Result | Ranking         |
| ----------- | ----------------------- | ------------------ | --------------------------------- | ------------------ | ------------------ | ------------------ | -------------------- | ------------------ | ------------------ | --------------- |
| Sergiu Toma | Weltervikt (till 73 kg) |                    | Kevkhishvili Georgien L 0021-0010 | Avancerade inte    | Avancerade inte    | Avancerade inte    | Avancerade inte      | Avancerade inte    | Avancerade inte    | Avancerade inte |

## Skytte
- Huvudartikel: Skytte vid olympiska sommarspelen 2008

Män
| Tävlande          | Gren            | Kvalificering | Kvalificering | Final           | Final           | Ranking |
| Tävlande          | Gren            | Poäng         | Ranking       | Poäng           | Ranking         | Ranking |
| ----------------- | --------------- | ------------- | ------------- | --------------- | --------------- | ------- |
| Ghenadie Lisoconi | 25m Snabbpistol | 567           | 12            | Avancerade inte | Avancerade inte | 12      |

## Tyngdlyftning
- Huvudartikel: Tyngdlyftning vid olympiska sommarspelen 2008

| Tävlande          | Gren         | Ryck     | Ryck    | Stöt     | Stöt    | Totalt | Ranking |
| Tävlande          | Gren         | Resultat | Ranking | Resultat | Ranking | Totalt | Ranking |
| ----------------- | ------------ | -------- | ------- | -------- | ------- | ------ | ------- |
| Igor Grabucea     | Herrar 56 kg | 109      | 16      | 130      | 15      | 239    | 15      |
| Alexandru Dudoglo | Herrar 69 kg | 145      | 11      | 172      | 9       | 317    | 9       |
| Andrei Gutu       | Herrar 77 kg | 145      | 17      | 160      | 21      | 305    | 20      |
| Evgheni Bratan    | Herrar 94 kg | 170      | 12      | 200      | 13      | 370    | 13      |
| Vadim Vacarciuc   | Herrar 94 kg | 168      | 13      | 205      | 12      | 373    | 12      |